# Михелс, Ринус
Ма́ринюс (Ри́нус) Я́кобюс Хе́ндрикюс Ми́хелс (нидерл. Rinus Michelsо файле; 9 февраля 1928, Амстердам — 3 марта 2005, Алст, Бельгия) — нидерландский футболист и футбольный тренер. Известен по тренерской работе с клубами «Аякс», «Барселона» и сборной Нидерландов. Изобретатель тотального футбола.
Считается одним из величайших тренеров в истории футбола. Лучший тренер послевоенного периода по версии The Times, также был признан лучшим тренером XX века по версии ФИФА. Занял 2-ю строчку в списке лучших тренеров в истории футбола по версии журнала World Soccer. Входит в десятку тренеров, оказавших наибольшее влияние на развитие европейского футбола с момента основания УЕФА в 1954 году.

## Биография
Ринус родился 9 февраля 1928 года в Амстердаме, в семье Петруса Вилхелмуса Михелса и его жены Вилхелмины Гертрёйды ван Бредероде. Его детство прошло на улице Олимпиавег, которая находится рядом с Олимпийским стадионом. Благодаря другу семьи Йопу Кёхлеру, который работал в «Аяксе» комиссаром, Михелс попал в юношескую команду «Аякса» в 1940 году. Когда началась Вторая мировая война, и особенно во время голландского голода 1944 года, карьера Михелса находилась на подъёме.
Французский клуб «Лилль» пытался заполучить молодого игрока, но Михелс не мог перейти в стан клуба из другой страны, так как нидерландская армия не позволила ему это сделать, ссылаясь на то, что он должен сначала пройти военную службу.

### Игровая карьера
9 июня 1946 года Михелс попал в основную команду «Аякса». В своём дебютном матче против «АДО Ден Хааг», в котором «Аякс» разгромил соперника 8:3, Михелс забил пять мячей. С 1946 по 1958 год Ринус Михелс являлся игроком основы, но завершить карьеру ему пришлось в 1958 году из-за травмы спины. В составе «Аякса» Михелс сыграл 264 матча и забил 122 мяча. За это время клуб сумел дважды выиграть чемпионат страны.
За сборную Нидерландов Михелс дебютировал 8 июня 1950 года против сборной Швеции, матч завершился поражением Нидерландов со счётом 1:4. Ринус сыграл всего пять матчей за сборную, в которых его сборная проиграла: 1:4 Финляндии, 0:4 Бельгии, 1:6 Швеции и 1:3 Швейцарии.

### Тренерская карьера

#### «Аякс»
После окончания игровой карьеры Михелс на протяжении нескольких лет преподавал гимнастику в школе для детей с расстройствами слуха, а также на общественных началах тренировал различные любительские команды Амстердама. Именно в этот период он начал формировать свои тренерские идеи, которые сумел реализовать в будущем.
В 1964 году президентом родного для Михелса «Аякса» стал Яп ван Праг, который намеревался превратить команду в лидеры не только голландского, но и мирового футбола. Именно он предложил начинающему тренеру возглавить амстердамцев в 1965 году. С первых же дней на посту Михелс начал полную перестройку тренировочного процесса. Первым делом он ввёл ежедневные двухразовые тренировки (до этого они проводились лишь несколько раз в неделю).
Началось становление принципиально новой футбольной тактики, получившей со временем название «тотальный футбол». Главным принципом в новой системе игры было то, что каждый футболист в течение одного матча мог быстро перемещаться по полю и играть на разных позициях. Такой стиль игры требовал наличия универсальных футболистов, способных действовать на любом отрезке поля, а потому Михелс придавал особое внимание развитию школы «Аякса», многие воспитанники которой в дальнейшем стали звёздами мирового футбола. Главным звеном в футбольной модели Михелса стал Йохан Кройф. Другим важным нововведением Михелса стало регулярное использование так называемого искусственного офсайда (ранее подобную ловушку нередко использовали английские команды, однако именно в «Аяксе» это стало постоянной практикой).
Результат работы не заставил себя долго ждать: уже в первые три года работы Михелса в «Аяксе» команда трижды становилась чемпионом Нидерландов, а также обладателем Кубка Нидерландов. В 1969 году амстердамцы остались без трофеев, однако впервые в истории дошли до финала Кубка европейских чемпионов, но потерпели поражение от более опытного «Милана» со счётом 1:4. Михелс сделал определённые выводы после неудач и уже в следующем году «Аякс» сделал «золотой дубль», выиграв оба национальных турнира. Венцом успехов тотального футбола стала победа «Аякса» в Кубке чемпионов 1971 года.
После этого Михелс посчитал, что сделал для команды всё что мог и принял предложение возглавить испанскую «Барселону». Пользуясь наработками своего выдающегося наставника амстердамцы смогли на протяжении двух следующих лет выиграть ещё два Кубка чемпионов. В 1975 году Михелс вернулся в «Аякс», однако проработал всего сезон и новых успехов добиться не сумел.

#### «Барселона»
Ринус Михелс возглавил «Барселону» в непростой для клуба период: несмотря на большие финансовые возможности команда с 1960 года не могла выиграть чемпионат Испании. В Каталонии Михелс в начале попытался также построить игру на подобие «Аякса», прививая «тотальный футбол», однако одиннадцать универсальных футболистов в команде не подбиралось. Это заставило Михелса настоять на покупке клубом Йохана Кройфа, который стал легендой «Барселоны» как игрок, а впоследствии как тренер. Этот трансфер помог каталонцам в 1974 году после 14-летнего перерыва выиграть чемпионский титул, прервав многолетнюю гегемонию мадридских команд. Однако по окончании следующего сезона Михелс покинул клуб, после того как «Барселона» завершила сезон на третьем месте, а в Кубке чемпионов остановилась на стадии полуфинала.
Через год голландский специалист вновь возглавил «Барселону», тренируя её на протяжении двух сезонов. В 1978 году он привёл каталонцев к победе в Кубке Испании, победив в финале со счётом 3:1 «Лас-Пальмас». В чемпионате Испании «сине-гранатовые» дважды становились вторыми.

#### Сборная Нидерландов
В 1973 году сборная Нидерландов впервые с 1938 года завоевала право участвовать в финальной части чемпионата мира. Для подготовки команды к турниру KNVB пригласила на пост главного тренера Михелса, который одновременно продолжал тренировать «Барселону». Основу сборной в тот период составляли хорошо знакомые Ринусу футболисты «Аякса», а также игроки «Фейеноорда». Свою задачу Михелс видел в том, чтобы влить последних в систему «тотального футбола», что ему удалось в полной мере.
Именно на чемпионате мира 1974 года, проходившем в ФРГ весь мир увидел тот футбол, изобретателем которого был Михелс. Голландцы без особых проблем преодолели первый групповой раунд, одержав уверенные победы над сборными Уругвая и Болгарии и сыграв в нулевую ничью со шведами. Но особенно ярким для команды получился второй групповой этап, где голландцы разгромили сборную Аргентины со счётом 4:0 и уверенно переиграли сборную ГДР. В третьем матче подопечные Михелса встретились с действующими чемпионами мира бразильцами, которые также одержали две победы, а потому именно в этом матче разыгрывалась путёвка в финал. В результате голландцы одержали победу со счётом 2:0 и вышли в финал. При этом команда пропустила лишь один гол, в то время как в ворота соперником отправила целых четырнадцать.
Перед финальным матчем со сборной ФРГ (хозяйкой турнира) мало кто сомневался в победе голландцев. Уже на второй минуте они сумели заработать пенальти, не позволив немецким футболистам даже коснуться мяча. Одиннадцатиметровый удар был реализован Йоханом Нескенсом. Однако немецкая сборная сумела проявить характер и уже в первом тайме забила голландцам два мяча. В результате матч закончился их победой со счётом 2:1. Несмотря на итоговую неудачу, по мнению многих специалистов, сборная Нидерландов была лучшей командой того чемпионата и одной из сильнейших в истории футбола, а её главная звезда Йохан Кройф был признан лучшим игроком чемпионата. После окончания турнира Михелс оставил пост.
Второй приход Михелса в национальную команду состоялся в 1984 году и был неудачным. Под его руководством сборная не смогла преодолеть отборочный турнир к чемпионату мира 1986 года, уступив в стыковых матчах сборной Бельгии. Гостевой матч голландцы проиграли со счётом 0:1, а в домашнем вели 2:0, но пропустили решающий гол на последних минутах. В итоге тренер во второй раз в карьере покинул сборную.
Однако уже в 1986 году Михелс возглавил её снова. На этот раз команда без проблем преодолела отборочные матчи к Евро-1988. Именно на этом турнире голландцы одержали свою первую и единственную победу на крупном международном турнире. Групповой этап начался для голландцев с минимального поражения от советской сборной, однако затем были одержаны победы над командами Англии и Ирландии. В полуфинале Михелсу удалось взять личный реванш у команды ФРГ (которая вновь была хозяйкой турнира), одержав волевую победу со счётом 2:1 благодаря голу Марко Ван Бастена на последних минутах. В финальном матче подопечным Михелса удалось взять реванш уже у сборной СССР, переиграв её со счётом 2:0 и став чемпионами Европы.
В 1990 году Михелс уже в четвёртый раз за карьеру возглавил сборную Нидерландов, успешно квалифицировавшись с ней на Евро-1992. На этом турнире голландцы вновь показали яркий атакующий футбол и были главными фаворитами чемпионата, однако в полуфинале в серии пенальти сенсационно уступили сборной Дании. После этого Михелс принял решение завершить тренерскую карьеру, оставив пост главного тренера своему ученику и ассистенту Дику Адвокату.
При этом в «тотальный футбол» под руководством Михелса сборная Нидерландов играла лишь в 1974 году. На других турнирах возможности применять данную тактику тренер найти не сумел.

#### Прочее
Помимо тех команд, с которыми Михелс добился главных тренерских успехов, он тренировал американский клуб «Ацтек», а также немецкие команды «Кёльн» и «Байер 04». Однако работа с этими командами какими либо яркими моментами не запомнилась. Наиболее удачной была его карьера с «козлами», с которыми он выиграл Кубок ФРГ, а также становился вице-чемпионом ФРГ и доходил до полуфинала Кубка УЕФА.

### Последние годы
После завершения тренерской карьеры Михелс переключился на административную работу в УЕФА, выступая с лекциями по различным футбольным вопросам и обучая молодых тренеров, в числе которых были и его бывшие футболисты — Марко Ван Бастен и Франк Райкард. Умер Михелс в бельгийском городе Алст, в местной больнице после операции на сердце (второй по счёту, первая была сделана в 1986 году).

## Статистика

### Матчи Михелса за сборную Нидерландов
| Матчи Михелса за сборную Нидерландов | Матчи Михелса за сборную Нидерландов | Матчи Михелса за сборную Нидерландов | Матчи Михелса за сборную Нидерландов | Матчи Михелса за сборную Нидерландов | Матчи Михелса за сборную Нидерландов |
| ------------------------------------ | ------------------------------------ | ------------------------------------ | ------------------------------------ | ------------------------------------ | ------------------------------------ |
| №                                    | Дата                                 | Соперник                             | Счёт                                 | Голы Михелса                         | Соревнование                         |
| 1                                    | 8 июня 1950                          | Швеция                               | 1:4                                  | —                                    | Товарищеский матч                    |
| 2                                    | 11 июня 1950                         | Финляндия                            | 1:4                                  | —                                    | Товарищеский матч                    |
| 3                                    | 4 апреля 1954                        | Бельгия                              | 0:4                                  | —                                    | Товарищеский матч                    |
| 4                                    | 19 мая 1954                          | Швеция                               | 1:6                                  | —                                    | Товарищеский матч                    |
| 5                                    | 30 мая 1954                          | Швейцария                            | 1:3                                  | —                                    | Товарищеский матч                    |

Итого: 5 матчей / 0 голов; 0 побед, 0 ничьих, 5 поражений.

## Достижения в качестве игрока
Аякс
- Чемпион Нидерландов: 1947, 1957

## Достижения в качестве тренера
Аякс
- Чемпион Нидерландов: 1966, 1967, 1968, 1970
- Обладатель Кубка чемпионов: 1971
- Обладатель Кубка Нидерландов: 1967, 1970, 1971

Барселона
- Чемпион Испании: 1974
- Обладатель Кубка Испании: 1978

Кёльн
- Обладатель Кубка Германии: 1983

Сборная Нидерландов
- Чемпион Европы: 1988
- Итого: 12 трофеев

## Личные достижения
- Рыцарь Ордена «Оранье-Нассау» 1974
- Офицер Ордена «Оранье-Нассау» 1988
- Тренер столетия в Нидерландах 1999
- Рыцарь Королевской Футбольной Ассоциации Нидерландов 2002
- Награда УЕФА за жизненный вклад в футбол 2002
- Лучший тренер за 50 лет профессионального футбола в Нидерландах 2004
- Тренер века по версии ФИФА[2][3][4]
- Лучший тренер в истории футбола — один из 5 тренеров[8], которые вошли в 10 лучших по версии France Football, World Soccer и ESPN:
  - 1 место по версии France Football: 2019[9][10]
  - 2 место по версии World Soccer: 2013[11][12]
  - 2 место по версии ESPN: 2013[13]

## Статистика выступлений
| Клуб             | Сезон            | Лига | Лига | Плей-офф | Плей-офф | Кубок | Кубок | Итого | Итого | Товарищеские матчи | Товарищеские матчи | Всего | Всего |
| Клуб             | Сезон            | Игры | Голы | Игры     | Голы     | Игры  | Голы  | Игры  | Голы  | Игры               | Голы               | Игры  | Голы  |
| ---------------- | ---------------- | ---- | ---- | -------- | -------- | ----- | ----- | ----- | ----- | ------------------ | ------------------ | ----- | ----- |
| Аякс             | 1945/46          | 2    | 5    | 10       | 7        | -     | -     | 12    | 12    | 0                  | 0                  | 12    | 12    |
| Аякс             | 1946/47          | 17   | 10   | 10       | 2        | -     | -     | 27    | 12    | 2                  | 1                  | 29    | 13    |
| Аякс             | 1947/48          | 5    | 3    | 0        | 0        | 0     | 0     | 5     | 3     | 3                  | 0                  | 8     | 3     |
| Аякс             | 1948/49          | 20   | 7    | 0        | 0        | 0     | 0     | 20    | 7     | 1                  | 0                  | 21    | 7     |
| Аякс             | 1949/50          | 16   | 12   | 10       | 4        | 0     | 0     | 26    | 16    | 7                  | 7                  | 33    | 23    |
| Аякс             | 1950/51          | 14   | 5    | 0        | 0        | -     | -     | 14    | 5     | 3                  | 0                  | 17    | 5     |
| Аякс             | 1951/52          | 13   | 14   | 6        | 2        | -     | -     | 19    | 16    | 2                  | 1                  | 21    | 17    |
| Аякс             | 1952/53          | 20   | 9    | 0        | 0        | -     | -     | 20    | 9     | 1                  | 1                  | 21    | 10    |
| Аякс             | 1953/54          | 25   | 13   | 1        | 1        | -     | -     | 26    | 14    | 3                  | 0                  | 29    | 14    |
| Аякс             | 1954/55          | 25   | 12   | 0        | 0        | -     | -     | 25    | 12    | 9                  | 3                  | 34    | 15    |
| Аякс             | 1955/56          | 29   | 8    | 0        | 0        | -     | -     | 29    | 8     | 0                  | 0                  | 29    | 8     |
| Аякс             | 1956/57          | 29   | 5    | -        | -        | 3     | 1     | 32    | 6     | 0                  | 0                  | 32    | 6     |
| Аякс             | 1957/58          | 2    | 0    | -        | -        | 0     | 0     | 2     | 0     | 0                  | 0                  | 2     | 0     |
| Всего за карьеру | Всего за карьеру | 217  | 103  | 37       | 16       | 3     | 1     | 257   | 120   | 31                 | 13                 | 288   | 133   |

Комментарии:
1. ↑  Региональный чемпионат (1945—1956), чемпионат Нидерландов (1956—1958).
2. ↑  Чемпионат Нидерландов до сезона 1956/57, разыгрывавшийся по круговой системе среди победителей региональных лиг.

## Тренерская статистика
| Аякс                | 22 января 1965   | 30 июня 1971    | 285 | 206 | 40  | 39  | 72,28 |
| Барселона           | 1 июля 1971      | 30 июня 1975    | 171 | 87  | 42  | 42  | 50,88 |
| Сборная Нидерландов | 27 марта 1974    | 7 июля 1974     | 10  | 6   | 3   | 1   | 60,00 |
| Аякс                | 1 сентября 1975  | 30 июня 1976    | 38  | 24  | 6   | 8   | 63,16 |
| Барселона           | 1 июля 1976      | 30 июня 1978    | 95  | 48  | 25  | 22  | 50,53 |
| Кёльн               | 14 октября 1980  | 23 августа 1983 | 108 | 53  | 25  | 30  | 49,07 |
| Сборная Нидерландов | 14 ноября 1984   | 23 декабря 1984 | 2   | 1   | 0   | 1   | 50,00 |
| Сборная Нидерландов | 29 апреля 1986   | 25 июня 1988    | 22  | 12  | 6   | 4   | 54,55 |
| Байер 04            | 1 июля 1988      | 13 апреля 1989  | 31  | 10  | 11  | 10  | 32,26 |
| Сборная Нидерландов | 26 сентября 1990 | 22 июня 1992    | 19  | 11  | 4   | 4   | 57,89 |
| Итого               | Итого            | Итого           | 781 | 458 | 162 | 161 | 58,64 |

## Книги
- Team Building: The Road to Success (2001)